# 照井四郎
照井 四郎（てるい しろう、1948年 -）は、秋田県横手市出身、和歌山県有田市在住の写真家。写真集団「無限」代表。日本写真家協会会員。二科会写真部会員。2018年2月から 2024年2月まで 二科会写真部理事を務めた。
有田市で写真館を経営する傍ら、テレビ番組のコメンテーターとしても活躍している。現在、NHK和歌山に出演中である。https://www.nhk.or.jp/wakayama/gyuwa/photo/
現在、秋田、和歌山、九州を中心に写真活動を行なっている。

## 経歴
- 1948年、秋田県横手市で8人兄弟の四男として生まれる。
- 秋田県立横手工業高等学校卒業後、上京。仕事を転々としながら、全国を放浪。
- 1970年、和歌山県有田市に移住。写真館「フォトメゾン」をはじめる。
- 1982年、国際写真サロンに初入選。
- 1987年、写真展「ヤマが消えた」(銀座ニコンサロン・大阪ニコンサロン・和歌山・横浜)
- 1992年、写真展「紀の国の川」(銀座ニコンサロン・大阪ニコンサロン・神戸)
- 1995年、「阪神大震災―お兄ちゃんは死んだ」(キヤノンサロン／銀座・大阪・福岡・札幌・名古屋)
- 2004年、有田市文化奨励賞を受賞。
- 2004～10年、ＮＨＫテレビ(和歌山)「ネイチャークラブ」「ハートプラザ」「ウェーブ写真館」コメンテーター
- 2008年、「太陽と草原と―モンゴル訪問10年」朝日新聞和歌山版に1年間(42回)連載
- 2010年、写真展「紀州人」(銀座ニコンサロン9/29~10/12・大阪ニコンサロン10/28~11/3)

## 主な作品
- 地底の炎は消えた〜三菱高島炭礦閉山記録〜（日本写真企画、1988年）
- 紀の国の川（アイピーシー、1992年）
- 阪神大震災・瞬間証言（朝日新聞社、1995年） 岡井燿毅、浜口タカシ共著
- 神棲む森・熊野（アガサス、1998年）

## 出演番組

### テレビ
過去
わかやまNEWSウェーブ（NHK和歌山放送局） コーナー「ウェーブ写真館」で視聴者の撮影した写真を講評。(2007年4月〜現在）

#### わかやまNEWSウェーブ(NHK和歌山放送局) コーナー「ネイチャークラブ」(2006年4月〜2007年3月)
現在
NHK和歌山放送局 『ギュギュっと和歌山』写真館